# ケーシー高峰
ケーシー 高峰（ケーシー たかみね、1934年〈昭和9年〉2月25日 - 2019年〈平成31年〉4月8日）は、日本のタレント・俳優。本名：門脇 貞男（かどわき さだお）。
白衣姿で黒板やホワイトボードを用いる医事漫談の創始者。愛称は「ドクター」。

## 来歴・芸風
山形県最上郡最上町出身。母方は先祖代々医師の家系であり、母・シヅエは生涯現役で診察を務めた産婦人科医であった。また、父は海外出張の多い商社マンで、レコードの収集家だった。兄弟をはじめ、一族の多くが医師・歯科医師である。
山形県立新庄北高等学校卒業後、家業を継ぐべく日本大学医学部に進学させられたが、教授と相容れなかった（本人曰く、風貌を理由にいじめを受けた）ことと、モダン・ジャズやラジオに耽溺して学業がおろそかになったことから、日本大学芸術学部に転部。芸術学部の同級生には宍戸錠らがいた。医学部から芸術学部に転部したことを知った母シズエは「おまえにやる金はない！もう帰ってくるな」と激怒。その後、1970年の春まで母親との連絡は途絶えた。
在学中から「坊られい」と名乗り、クラブのMCとして業界では知られた存在となった。「坊られい」という芸名は、ドメニコ・モドゥーニョのヒット曲『Nel blu dipinto di blu』のサビの歌詞で英題でもある「ヴォラーレ」と、「ぼられた」に由来する。
1957年の日大卒業後、本格的に芸人を志し、漫才師・大空ヒットに弟子入り（一部資料では、リーガル天才に師事したとしている）。当初「大空青天」を名乗り、兄弟子の大空曇天と漫才コンビ「大空晴天・曇天」を組むも解散。次いで弟弟子の大空かなた（後の横山あきお）と漫才コンビ「大空はるか・かなた」を組み、自らは「はるか」を名乗った。コンビは南千住の「栗友亭」を拠点にそこそこ売れたものの、解散。
司会業に転身して「坊られい」と再改名。ジャズ喫茶を舞台に活躍した。
1968年、「ケーシー高峰」に改名し、漫談家に転身した。名は自身が医師志望であった過去を活かし、医師が主人公のテレビドラマ『ベン・ケーシー』からとり、屋号の「高峰」は、ケーシーの少年時代、地元の最上町に映画『馬』の長期ロケでやって来て、一目惚れした女優の高峰秀子の名字から名付けた（のちに天才・秀才門下の芸人がケーシー門下に移った際、自身の屋号「高峰」を名乗らせている）。ケーシーは「グラッチェ（イタリア語で、ありがとう）」「セニョール（スペイン語による男性に対する呼び方）」「セニョリータ（同上による女性に対する呼び方）」など、連発する謎のラテン系あいさつは当時の流行語にもなった。『大正テレビ寄席』のセミレギュラー出演などを通じて、お茶の間の爆発的人気を博した。1969年には演芸番組『おいろけ寄席』（東京12チャンネル（現：テレビ東京））の司会に起用された。
このかたわら、1970年代末以降、ピンク映画でヤブ医者役を演じるなど、コミックリリーフ担当の俳優として多くの作品に出演する
俳優業でノーマルな役柄を演じることが増える一方、高座には更に磨きがかかり、丸出しの山形弁で恫喝まがいの客いじりをする泥臭い芸風に進化。立川談志は「ドクターは凄（すげ）ぇ。ドクターに勝てるスタンダップ・コメディアンは、俺かビートたけしくらいだ」と、その芸のセンスを評価した。1990年頃、落語芸術協会に入会（のち脱退）。
2005年に白板症（舌がん）に罹患したが、完治させて復帰する。療養中にもかかわらず予定されていた独演会を敢行した際は、黒板を前に一言も喋らず舞台を務め上げ、身振り手振りと筆談だけで観客を魅了。「私のがんは……子宮がんです」「病床でも、いつ女を抱けるかなと考えていた」「顔は悪性です」 などとギャグを飛ばし、ゲストのおぼん・こぼんから「師匠は、喋らなくても笑いが取れる」と感服された。
2018年に肺気腫を発症。同年9月、BS朝日『お笑い演芸館』の収録を最後に、療養のため仕事を全てキャンセルして休業していたが、2019年2月、容態が悪化し入院。同年4月8日午後3時35分、肺気腫のため福島県いわき市の入院先で死去。85歳だった。

## 人物
- 1988年に、福島県いわき市に移住し、観光使節（サンシャイン大使）に任命されていた。2011年の東日本大震災以降は、いわき市内の公民館で炊き出しや衣類を提供するなどの支援活動を行っていた[13]。2017年、いわき市市政功労者表彰を受ける。
- 俳優の北村総一朗とは長年の友人で、北村はケーシーを「たった2歳上だけど、おやじのような存在」と思っていた。ケーシーは北村を「総ちゃん」と呼んでいた[14]。
- ダンディズム極まる私服のファッションセンスでも著名。
- 亡くなった時点で、日本テレビ系『笑点』の演芸コーナー出演回数で、マギー司郎、ナポレオンズに次ぎ歴代3位の記録を持っていた。
- NHKラジオ第一『ザ・ケーシーSHOW』では、その長年の芸歴から多彩なゲストを呼び、縦横無尽なトークを展開した。番組構成力の評価も高い。
- 「芸人はつらいところを見せてはいけません」との芸人魂を貫き、舞台での適度な毒舌とお色気を織り交ぜた医事漫談は、新年のお笑い特番などでは欠かせぬ存在であった[15]。

## 一門

### 兄弟弟子
- 春日三球
- 高峰和才・洋才 - リーガル天才・秀才門下の弟子だったが、師匠の没後ケーシーが面倒を見ていた。2011年解散。
- 高峰東天・愛天 - 田端グループ。東天は元講釈師の小金井清州、一方の愛天は元「高峰敬天・愛天」で、新宿OS支配人も兼ねた。

### 弟子
- 高峰青天・幸天
- 高峰欣二朗 －　山本譲二 専属司会者
- 高峰てんじ - Wエースの谷エースの最初の相方

など

## 出囃子
- 「ベン・ケーシー」のテーマ（デイヴィッド・ラクシン）

## 出演

### 映画
- コント55号水前寺清子の大勝負（1970年、松竹）
- 喜劇 冠婚葬祭入門（1970年、松竹）
- 冠婚葬祭入門 新婚心得の巻（1971年、松竹）
- めまい（1971年、松竹）
- 喜劇 大泥棒（1971年、松竹）
- 喜劇 いじわる大障害（1971年、ダイニチ映配）
- 起きて転んでまた起きて（1971年、東宝）
- 喜劇 怪談旅行（1972年、松竹）
- 快感旅行（1972年、松竹）
- 江戸艶笑夜話 蛸と赤貝（1974年、日活）
- 十六歳の戦争（1974年）
- 愛のなぎさ（1976年、東宝）
- バカ政ホラ政トッパ政（1976年、東映）
- 春男の翔んだ空（1977年）
- はだしのゲン 涙の爆発（1977年、共同映画全国系列会議）
- ワニと鸚鵡とおっとせい（1977年、松竹）
- ダイナマイトどんどん（1978年、東映）
- 茗荷村見聞記（1979年、東映＝東映セントラルフィルム）
- ヒロシマのたたかい はだしのゲン PART3（1980年）
- 遠雷（1981年、ATG他）
- 素人助役奮闘記（1982年、にんじんくらぶ）
- 次郎長青春篇 つっぱり清水港（1982年、松竹）
- 楢山節考（1983年、東映）
- エル・オー・ヴィ・愛・N・G（1983年、東宝）
- ションベン・ライダー（1983年）
- 俺っちのウエディング（1983年、松竹）
- おしん（1984年）
- それぞれの旅立ち（1985年、東宝東和）
- ペンギンズ・メモリー 幸福物語（1985年）
- やがて…春（1986年、にっかつ児童映画）
- 片翼だけの天使（1986年）
- 瀬戸内少年野球団・青春篇 最後の楽園（1987年、日本ヘラルド）
- 塀の中の懲りない面々（1987年、松竹）
- ドン松五郎の大冒険（1987年、東宝東和）
- 街は虹いろ子ども色（1987年、共同映画）
- 郷愁（1988年、ATG）
- 恋はいつもアマンドピンク（1988年、松竹）
- 丹波哲郎の大霊界2 死んだらおどろいた!!（1990年、松竹富士）
- 遥かなる甲子園（1990年、東宝）
- 息子（1991年、松竹、監督：山田洋次）
- おこげ（1992年、東京テアトル）
- プロゴルファー織部金次郎2 パーでいいんだ（1994年、東映アストロ）
- プロゴルファー織部金次郎3 飛べバーディー（1995年、東映アストロ）
- プロゴルファー織部金次郎4 シャンクシャンクシャンク（1997年、東映）
- プロゴルファー織部金次郎5 愛しのロストボール（1998年、東映）
- 学校 III（1998年、松竹、監督：山田洋次）
- 木更津キャッツアイ 日本シリーズ KISARAZU CAT'S EYE（2003年、アスミックエース）
- 石井のおとうさんありがとう（2004年、現代ぷろだくしょん）
- 新・あつい壁（2007年、中山映画、監督：中山節夫）
- 日本の青空シリーズ第3弾 渡されたバトン〜さよなら原発〜（2013年、インディーズ）

### テレビドラマ
- ハレンチ学園 第3話「身体検査の巻」（1970年10月、東京12チャンネル） - 獣医（校医の代替で女子の身体検査を行う）
- 大忠臣蔵（1971年、NET） - 講釈師
- シークレット部隊（1972年、TBS）
- ママはライバル（1972年、TBS）
- パパと呼ばないで 第23話「ブルー・カナリヤ」（1973年、日本テレビ） - おでん屋の客
- 顔で笑って 第24話「ママどこへ行ったの？」（1974年、TBS / 大映テレビ） - 刑事
- 家なき子 第15話「宇宙人がやって来た」（1975年、TBS） - 榎本
- 非情のライセンス（NET / 東映）
  - 第2シリーズ  第43話「兇悪の密室」（1975年） - 金沢誠
  - 第2シリーズ  第86話「兇悪の流転」（1976年）
- 夢千代日記（NHK「ドラマ人間模様」） - 木原医師
- 新・事件 わが歌は花いちもんめ（NHK「ドラマ人間模様」） - 原田昭一
- 連続テレビ小説 (NHK)
  - なっちゃんの写真館（1980年） - 武藤医師
  - はね駒（1986年）- 川上音二郎一座劇団員
- 早筆右三郎（1978年、NHK総合） - 遠藤左門
- 裸の大将（関西テレビ ・ 東阪企画）
  - 第1話　「爆笑メルヘン・裸の大将放浪記」（1980年6月1日） - 軍医
  - 第2話　「欲張りの人も沢山いるので」（1980年8月3日） - 医師
  - 第3話　「人の心は顔ではわからないので」（1980年9月21日） - 逮捕された山下清の旧知の医師
  - 第6話　「嘘をつくと舌をぬかれるので」（1981年8月2日） - 魚屋の主人
  - 第18話　「尾道坂道春の雪」（1986年3月9日） - 良作
  - 第22話　「清と赤い自転車」（1987年5月24日） - パチンコ店の店主
  - 第71話　「清のファインプレー」（1995年2月26日） - 武田洋蔵
- あめりか物語（1979年、NHK） - 移民官・野平
- 茜さんのお弁当（1981年、TBS） - 木田
- 立花登・青春手控え（1982年、NHK） - 細木甚之助
- 人間万事塞翁が丙午（1982年、TBS）
- 刑事ヨロシク（1982年、TBS） - 渋沢元吉
- だんなさまは18歳（TBS） - 竹中留吉
  - 第1話　「式はOK 儀式はNO?!」（1982年）
  - 第17話　「バレンタイン恐い!」（1983年）
- 婦警さんは魔女（1983年、TBS） - 太田署長
- 木曜ゴールデンドラマ「松本清張の喪失」（1983年、読売テレビ） - 沢井吾一
- マザコン刑事の事件簿（1983年、フジテレビ）
- 月曜ワイド劇場「妻たちの復讐」（1983年、テレビ朝日）
- 熱帯夜（1983年、フジテレビ）
- 妻たちの熱い午後（1984年、テレビ朝日） - 蛭田照征
- 暴れん坊将軍II 第42話「初春はめでたや大江戸囃子」（1984年、テレビ朝日） - 万屋助左衛門
- 気分は名探偵（1984年 - 1985年、日本テレビ） - 八田利男
- 土曜ワイド劇場（テレビ朝日）
  - 「女弁護士 朝吹里矢子」シリーズ
  - 「婚約旅行殺人事件シリーズ」（1987年 - 1990年） - 大関警部
  - 「松本清張特別企画・黒革の手帖」（1996年12月7日） - 橋田常雄
  - 「保護司・夏目清一 父親殺し!」（1999年12月11日） - 室田久夫
  - 「終着駅の牛尾vs事件記者・冴子 灯(ともしび)」（2009年12月12日）
  - 「広域警察2」（2011年、朝日放送） - 益田の店主
- 大河ドラマ (NHK)
  - 春の波涛（1985年）-  桜木範幸
- 青い瞳の聖ライフ 第11話（1985年1月9日、フジテレビ）- 新井米店店主
- 火曜サスペンス劇場（日本テレビ）
  - 「駅に佇つ人」（1986年、NTV映像センター）
  - 「霊感を売る女たち」（1987年、セントラル・アーツ）
  - 「盲人探偵・松永礼太郎」（1993年 - 1999年、ユニオン映画） - 矢部亘
  - 「京都金沢舌切り雀殺人事件」（2002年8月20日、日本テレビ） - 北野警察署 警部・大友
  - 「京都金沢一寸法師殺人事件」（2003年3月11日、日本テレビ） - 北野警察署 警部・大友
  - 「京都金沢浦島太郎殺人事件」（2003年5月13日、日本テレビ） - 北野警察署 警部・大友
  - 「京都金沢鶴の恩返し殺人事件」（2004年1月27日、日本テレビ） - 北野警察署 警部・大友
  - 「京都金沢花咲爺殺人事件」（2004年4月20日、日本テレビ） - 北野警察署 警部・大友
  - 「京都金沢かぐや姫殺人事件」（2004年10月19日、日本テレビ） - 北野警察署 警部・大友
  - 「京都金沢雪女殺人事件」（2005年4月19日、日本テレビ） - 北野警察署 警部・大友
- 妻たちの危険な関係（1986年、日本テレビ） - 高沢勇造
- 銀河テレビ小説 (NHK) 
  - まんが道 (1986年) - 大桑記者
- 西田敏行の泣いてたまるか 最終話「大当たり・これっきり」（1987年、TBS / 国際放映、東阪企画）
- 金曜女のドラマスペシャル「はるちゃん・待ちくたびれた女」（1987年、フジテレビ）
- 時間ですよ ふたたび（1987年、TBS）
- 名奉行 遠山の金さん（テレビ朝日 / 東映） - 吉川瓢兵衛 
  - 第1シリーズ（1988年）
  - SP「江戸城転覆! 女忍者の復讐」（1991年）
  - 第4シリーズ - 第7シリーズ（1991年 - 1996年）
  - SP「江戸城転覆!覗かれた赤毛の女」（1992年）
- 避暑地の猫（1988年） - 絹巻刑事
- さすらい刑事旅情編 第1シリーズ 第6話「元ドラフト選手と蔭の女」（1988年11月23日放送、テレビ朝日 / 東映）
- TBS大型時代劇スペシャル（TBS）
  - 太閤記（1987年） - 蜂須賀小六
  - 織田信長（1989年）
  - 大忠臣蔵（1994年） - 宝井其角
- ドラマチック22・女子大生危険なアルバイト（1990年2月10日、TBS / 大映テレビ） - 工藤一郎
- 三匹が斬る! シリーズ（テレビ朝日）
  - また又・三匹が斬る！ 第11話「名物は、女体の浮いた露天風呂」（1991年7月18日） - 大熊半兵衛
  - 新・三匹が斬る! 第21話「出雲崎、嘘を並べて唐丸破り」（1993年2月18日） - 捨蔵
  - 痛快・三匹が斬る! 第1話「帰ってきた千石、刃傷松の廊下に踊る悪霊たち!?」（1995年4月6日）
- 水戸黄門 第20部 第38話「呑ん兵衛医者の秘密 -酒田-」（1991年7月29日、TBS / C.A.L） - 長田了庵
- 金曜エンタテイメント「松本清張三回忌特別企画・草の陰刻」（1994年8月5日、フジテレビ） - 佐々木信明
- 月曜ドラマスペシャル （TBS）
  - 「かあさんはドン3」(1993年)
  - 「万引きGメン・二階堂雪4 変身願望」（1999年） - 伊丹幸平
  - 「カードGメン・小早川茜」（2000年 - 2005年） - 大杉涼
  - 「万引きGメン・二階堂雪14 優しい殺意」（2006年） - 伊丹幸平
  - 「万引きGメン・二階堂雪20 砂の絆」（2011年5月23日） - 木戸三郎
- 坊っちゃんちゃん（1996年3月31日、TBS） - 狸
- マッチポイント!（2000年、NHK「ドラマ家族模様」） - 神田社長
- 女と愛とミステリー （テレビ東京）
  - 「四つの終止符」（2001年） - 館野望
  - 西村京太郎サスペンス「脅迫者 平凡な下町主婦を襲う恐怖」（2001年10月） - 間宮玉夫
  - 「ヤメ検弁護士・英剛直 佐渡が島殺人航路」（2002年7月28日） - 島渡純一郎
  - 「小樽運河殺人案内」（2004年） - 泉原正一郎
- 木更津キャッツアイ（2002年、TBS） - 小峰社長
- 水曜ミステリー9（テレビ東京）
  - 「さすらい署長 風間昭平7・つがる弘前城殺人事件」（2007年） - 江坂了介（副署長）
  - 「芸者小春姐さん奮闘記6」（2009年7月8日） - 徳丸
- 復讐するは我にあり（2007年3月28日、テレビ東京） - 灘尾圭一
- TRICK 新作スペシャル3（2014年） - 大橋医師【テレビドラマの最後の出演作品】
- 新宿野戦病院 第6話（2024年8月7日、フジテレビ） - 本人　※写真出演

### 演芸・バラエティ番組
- エプロン寄席（NETテレビ（現：テレビ朝日）系）
- 大正テレビ寄席（NETテレビ系）
- おいろけ寄席（東京12チャンネル（現：テレビ東京））
- ただ今ヒット中!（東京12チャンネル（現：テレビ東京））
- ケーシー高峰のグラッチェふくしま（福島中央テレビ） - 福島県内で奮闘するシニア世代を紹介するミニ番組。毎週土曜日の夕方に放送。

### ラジオ番組
- ザ・ケーシーSHOW（NHKラジオ第1）
- ケーシー高峰のイボイボ30分（ニッポン放送）

### 広告
- 東芝・ユニカラーテレビ「名門」（1970年）[16]
- 大正製薬・ファイト赤まむしスポーツドリンク（1971年頃）
- 大洋漁業(現・マルハニチロ) ノンクックビーフシチュー・ハヤシ (1971年頃)
- 講談社コミックス・KC（1985年頃）
- ダイハツ・コンソルテクーペ（1973年頃）
- キリンビバレッジ FIRE neo（2012年） - 岡田准一、バナナマン、ナイツ、SHELLY、デーブ・スペクター、セルジオ越後らと共演。
- 福島県警察「なりすまし詐欺」被害防止広報ポスター（2015年）[17]
- 貴金属・宝石・時計・ブランド・着物の買取専門店 ザ・ゴールド (2018年) 根本正勝、大橋規子と共演
- アグリ物産・いわきゴールド椎茸焼酎（いわき市ブランド農産物）[18]

## レコード

### シングル
- そりゃあないぜセニョリータ / ゆうべの僕（1970年5月） - 作詞：斉木克巳、作曲：村井邦彦、編曲：川口真
- いこうぜセニョール / 知らない海（1970年10月）
- 太郎と花子（サラポニタン） / 愛子……（1971年6月）
- 可哀想だぜ / 別れた女（1973年7月）
- やっぱり山形 / お金が恐い（1986年12月） - A面はあき竹城と共演。
- 恐怖のブルース / つかない夜のジンクス（1987年7月）

### アルバム
- 『これでキマリだ! ケーシーの替歌集』
A1.ケーシーの夢は夜ひらく
A2.ケーシーのズンドコ節
A3.ケーシーの四つのお願い
A4.ケーシーのいい湯だな（いいナオンだな）
A5.そりゃあないぜセニョリータ
A6.ケーシーのいいじゃないの幸せならば
B1.ケーシーの新宿の女（東京のひと）
B2.ケーシーの女のブルース（男のブルース）
B3.いこうぜセニョール
B4.ケーシーの番外地小唄
B5.知らない海
B6.ゆうべの僕